# George Crowe
Pour les articles homonymes, voir George Crowe (homonymie).
George Daniel Crowe (22 mars 1921 - 18 janvier 2011) est un joueur américain de baseball évoluant en Ligue majeure de baseball entre 1952 et 1961. Ce joueur de premier but compte une sélection au match des étoiles en 1958. Durant se jeunesse, George Crowe s'illustra également en basket-ball.

## Carrière
Natif de Whiteland (Indiana), George Crowe suit des études secondaires à la Franklin High School de Franklin (Indiana). Il s'illustre particulièrement en basket-ball avec son lycée et est désigné Indiana Mr. Basketball en 1939. Universitaire au Indiana Central College, il joue au baseball et au basket-ball. Il part ensuite sous les drapeaux durant la Seconde Guerre mondiale avant de retrouver les terrains de sports en 1947. Il hésite un temps entre basket-ball et baseball, puis opte pour le second. En basket, il évolue ainsi en semi-profressionnel chez les Harlem Yankees, les New York Renaissance Big Five et les Los Angeles Red Devils, où il joue quelques matchs au côté de Jackie Robinson en janvier 1947.
Joueur de Negro League (Black Yankees), il est recruté le 28 avril 1949 par les Braves de Boston. Après trois saisons en Ligues mineures sous les couleurs des Pawtucket Slaters (B, 1949), Hartford Chiefs (A, 1950) et Milwaukee Brewers (AAA, 1951), il fait ses débuts en Ligue majeure le 16 avril 1952 ; il a déjà 31 ans. Assigné en Ligues mineures en 1954 chez les Toledo Sox (AAA), il retrouve sa place au plus haut niveau en 1955. 
Échangé le 9 avril 1956 aux Redlegs de Cincinnati en retour de Bob Hazle et Corky Valentine, il honore sa seule sélection au match des étoiles en 1958. Il doit toutefois se contenter de rester sur le banc lors de cette rencontre de prestige.
Il passe chez les Cardinals de Saint-Louis le 3 octobre 1958 lors d'un échange imliquant plusieurs joueurs. Il dispute sa dernière rencontre de Ligue majeure le 30 avril 1961 avant de terminer sa saison et sa carrière en Ligues mineures avec les San Juan/Charleston Marlins (AAA).
Il meurt le 18 janvier 2011 à Rancho Cordova (Californie).

## Statistiques
| Saison | Équipe           | G   | AB   | R   | H   | 2B | 3B | HR | RBI | SB | BA   |
| ------ | ---------------- | --- | ---- | --- | --- | -- | -- | -- | --- | -- | ---- |
| 1952   | Boston Braves    | 73  | 217  | 25  | 56  | 13 | 1  | 4  | 20  | 0  | .258 |
| 1953   | Milwaukee Braves | 47  | 42   | 6   | 12  | 2  | 0  | 2  | 6   | 0  | .286 |
| 1955   | Milwaukee Braves | 104 | 303  | 41  | 85  | 12 | 2  | 15 | 55  | 1  | .281 |
| 1956   | Cincinnati       | 77  | 144  | 22  | 36  | 2  | 1  | 10 | 23  | 0  | .250 |
| 1957   | Cincinnati       | 133 | 494  | 71  | 134 | 20 | 1  | 31 | 92  | 1  | .271 |
| 1958   | Cincinnati       | 111 | 345  | 31  | 95  | 12 | 5  | 7  | 61  | 1  | .275 |
| 1959   | Saint-Louis      | 77  | 103  | 14  | 31  | 6  | 0  | 8  | 29  | 0  | .301 |
| 1960   | Saint-Louis      | 73  | 72   | 5   | 17  | 3  | 0  | 4  | 13  | 0  | .236 |
| 1961   | Saint-Louis      | 7   | 7    | 0   | 1   | 0  | 0  | 0  | 0   | 0  | .143 |
| Totaux | Totaux           | 702 | 1727 | 215 | 467 | 70 | 12 | 81 | 299 | 3  | .270 |

Note : G = Matches joués ; AB = Passages au bâton; R = Points ; H = Coups sûrs ; 2B = Doubles ; 3B = Triples ; 
HR = Coup de circuit ; RBI = Points produits ; SB = Buts volés ; BA = Moyenne au bâton.